# Мирамаре
Мирамаре (на италиански: Castello di Miramare; на немски: Schloß Miramar, в превод: Поглед към морето) е дворец в шотландски стил, разположен върху надвиснала над морето скала на брега на Триесткия залив, Североизточна Италия.
Построен е през периода 1856 – 1860 по проект на архитекта Карл Юнкер за резиденция на австрийския ерцхерцог Максимилиан – бъдещ император на Мексико, и съпругата му Шарлота Белгийска.
Замъкът се намира в околностите на Триест и разполага с обширен крайморски парк на площ от 22 хектара, проектиран от самия Максимилиан I.
След трагичната смърт на император Максимилиан I дворецът е използван за резиденция на австро-унгарското императорско семейство при посещенията му в Триест. След Първата световна война дворецът става собственост на италианското правителство, което връща в двореца голяма част от обзавеждането и ценностите, евакуирани по време на войната във Виена.
По време на Втората световна война дворецът е използван като резиденция на херцога на Аоста в качеството му на вицекрал на Етиопия, през 1943 г. е превърнат в германско училище за офицери. През 1945 г. в него се настанява командването на новозеландските части на генерал Фрайбърг и щабквартирата на VIII британски корпус, а от 1951 г. Мирамаре е използван като щабквартира на американски гарнизон.
През 1955 г. след мащабна програма за реставрирането на автентичния вид на стаите и парка на Мирамаре, дворецът е превърнат в музей и е отворен за свободни посещения.

## Галерия
- Изглед към двореца
- Портата на двореца
- Фонтанът пред централния вход
- Дворецът
- Пристанището
- Статуя на Максимилиан в дворцовия парк
- Посрещане на австро-унгарската императорска двойка в Мирамаре